# Johann Friedrich Willading

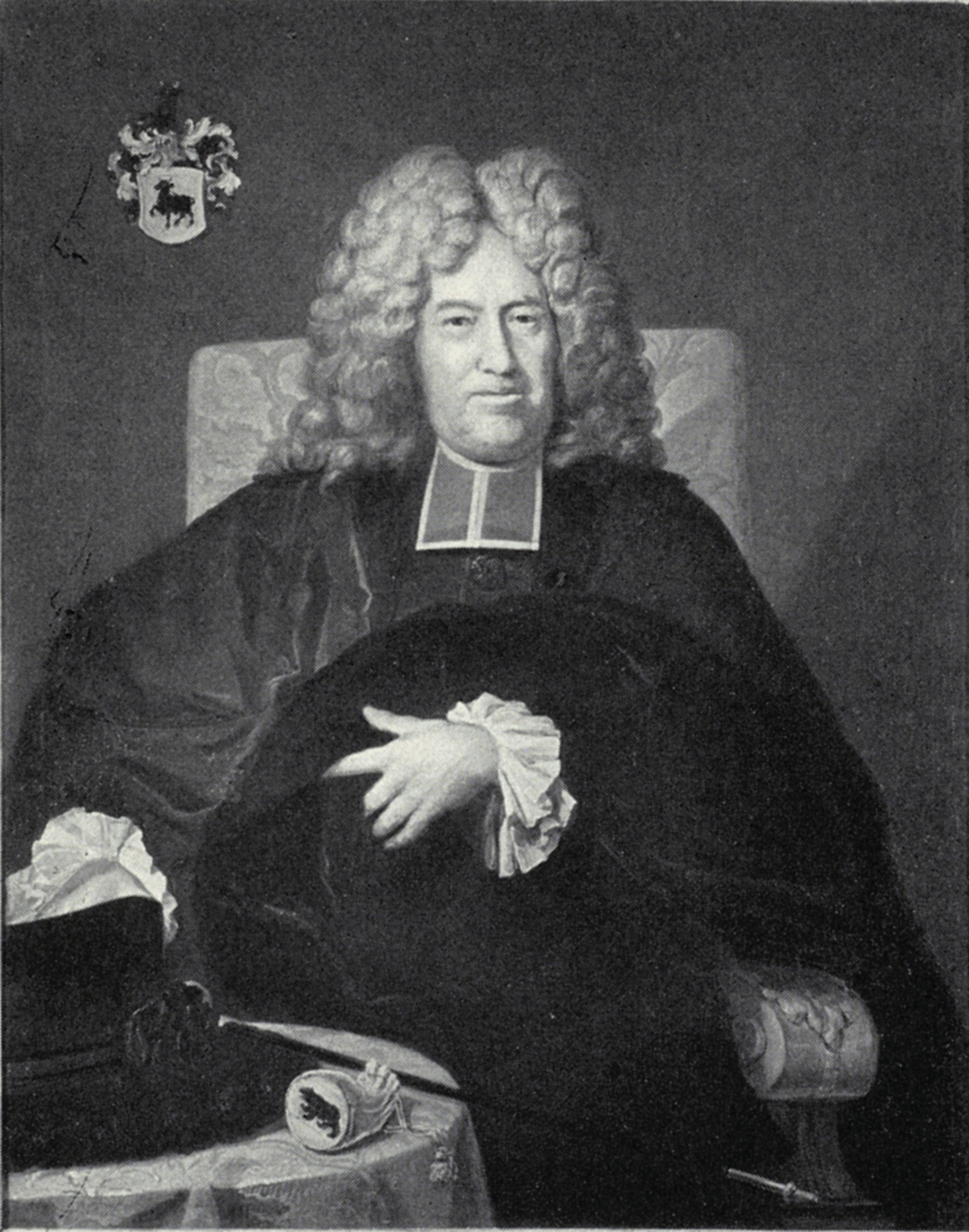
Johann Rudolf Huber, Johann Friedrich Willading.

Johann Friedrich (von) Willading (getauft am 7. Februar 1641 in Bern; † 5. Dezember 1718 vermutlich in Bern) war ein Schweizer Staatsmann.

## Leben
Nachdem er seine Berner Patrizierfamilie verlassen hatte, wurde Willading 1694 Führer der in Bern ansässigen franzosenfeindlichen Partei. Seine Ambitionen bestanden zunächst darin, die von Ludwig XIV. beherrschte Vormachtstellung in Europa politisch zu behindern und dessen Einfluss in der Schweiz zu brechen. Ferner half er mehrere Jahre lang den fliehenden Hugenotten, indem er ihnen Asyl gewährte.
1707 löste Willading zusammen mit dem international agierenden Diplomaten François-Louis de Pesmes de Saint-Saphorin die Frage um die Neuenburger Erbfolge. Damals standen rund fünfzehn Bewerber um die Herrschaft in Neuenburg zur Wahl, darunter François Louis de Bourbon, ein bourbonischer Günstling Ludwigs XIV., und der von Willading und Bern gleichwohl favorisierte Friedrich I. aus dem Hause Hohenzollern. Willading war erfolgreich: die Wahl fiel auf Friedrich. Damit hatte er den Einfluss der Franzosen bis auf die Grenzen der Eidgenossenschaft zurückgedrängt.
In den letzten zehn Jahren seines Lebens war er Schultheiss von Bern.